# Kari Norgaard
Kari Marie Norgaard est une professeure agrégée de sociologie à l'Université de l'Oregon, poste qu'elle occupe depuis 2011. Elle est connue pour ses recherches sur le déni du réchauffement climatique et la politique du réchauffement climatique,.

## Recherche sur le déni social
Pour enquêter sur l'absence de réaction des sociétés occidentales aux implications du réchauffement climatique, Kari Norgaard a recueilli des données ethnographiques et a réalisé des entretiens dans une communauté rurale de l'ouest de la Norvège au cours de l'hiver 2000-2001, lorsque des conditions exceptionnellement chaudes ont endommagé l'industrie du ski et empêché la pêche sur glace. Les médias locaux et nationaux ont lié les problèmes au réchauffement climatique, et bien que le public ait traité cela comme une connaissance commune, ils n'ont pas exigé de réponse politique ni modifié leur propre consommation de carburant. Elle attribue cette forme de déni à différents niveaux. Le modèle conventionnel du déficit d'information explique l'opposition ou l'indifférence en supposant que le public est mal informé, mais en Norvège, un public bien informé a montré un intérêt décroissant pour la question. Ses entretiens ont révélé que leur réponse à un problème apparemment insurmontable était comparable à la condition appelée engourdissement psychique. Adoptant le concept d'Eviatar Zerubavel de déni socialement organisé, elle y voyait une forme collective de ce que Stanley Cohen avait appelé le déni implicatoire.
Elle a publié ses recherches dans des revues, changeant les noms des individus et donnant le nom fictif de "Bygdaby" à la communauté,.
Le travail a ensuite été développé dans le livre Living in Denial: Climate Change, Emotions, and Everyday Life, publié par MIT Press en mars 2011.

## Réponses à la recherche
Le manuel d'Oxford sur le changement climatique et la société publié en août 2011 décrit le caractère unique de la recherche et sa pertinence pour les personnes du monde entier.
Dans une déclaration du 5 janvier 2012, le National Center for Science Education a souligné le concept de déni implicite de Norgaard tel qu'il est discuté dans son livre, qui, selon eux, suscite un intérêt croissant de la part des universitaires enquêtant sur le dérèglement climatique.
Le 28 mars 2012, Kari Norgaard a co-présidé une session de la "Planet Under Pressure Conference" à Londres, dont elle avait co-écrit un article avec Robert Brulle et Randolph Haluza-DeLay. 
Deux jours auparavant, l'Université de l'Oregon a publié un communiqué de presse qui indiquait : « La résistance aux niveaux individuel et sociétal doit être reconnue avant que des mesures réelles puissent être prises pour lutter efficacement contre les menaces auxquelles la planète est confrontée en raison des contributions d'origine humaine au changement climatique ». Son travail suggère la nécessité de reconnaître le déni climatique et d'y faire face par le dialogue. 
A son retour de conférence, elle découvre que Rush Limbaugh avait pris pour cible le premier paragraphe du communiqué de presse lors de l'animation de son émission et, à la suite de cette critique, plusieurs centaines de personnes lui avaient envoyé des courriels acrimonieux. Le magazine Time a décrit cela comme de l'intimidation, comparable à la violence verbale adressée à la climatologue Katharine Hayhoe.

## Ouvrages
- Norgaard, « "People want to protect themselves a little bit": Emotions, denial, and social movement nonparticipation », Sociological Inquiry, vol. 76, no 3,‎ 2006a, p. 372–396 (DOI 10.1111/j.1475-682x.2006.00160.x)
- Norgaard, « ""We Don't Really Want To Know" Environmental Justice and Socially Organized Denial of Global Warming in Norway », Organization & Environment, vol. 19, no 3,‎ 2006b, p. 347–370 (DOI 10.1177/1086026606292571, S2CID 145104308)
- Kari Norgaard, Living in Denial Climate Change, Emotions, and Everyday Life, Cambridge, Mass, MIT Press, 2011 (ISBN 978-0-262-01544-8)
- Norgaard, « Making sense of the spectrum of climate denial », Critical Policy Studies, vol. 13, no 4,‎ 2019, p. 437–441 (DOI 10.1080/19460171.2019.1671208)